# DayZ
DayZ ist ein Survival-Computerspiel von Bohemia Interactive und ging aus der gleichnamigen Arma-2-Mod DayZ aus dem Jahr 2012 hervor. Das Spiel erschien im Early-Access-Prinzip am 16. Dezember 2013 auf der Vertriebsplattform Steam für Microsoft Windows. Die offizielle Veröffentlichung erfolgte am 13. Dezember 2018.

## Handlung
DayZ spielt in den fiktiven post-sowjetischen Staaten „Chernarus“ („Schwarzrussland“) und „Livonia“, dessen Bewohner von einer ungeklärten Viruserkrankung in Zombies verwandelt wurden. Als Überlebender muss sich der Spieler zum Überleben ins Landesinnere vorkämpfen. Das weitläufige Terrain wird nach Süden und Osten hin durch Meer begrenzt, nach Norden und Westen hin von Ödland.

## Spielprinzip
DayZ ist ein Open-World-Spiel des Genres Survival. Ziel des Spiels ist es, möglichst lange zu überleben. Dabei trifft der Spieler sowohl auf Zombies, als auch auf weitere Überlebende, also andere Spieler. Kommunikation mit anderen Spielern ist mittels einer Sprachchatfunktion oder mittels Handzeichen möglich. Dass Spieler gegenüber einander sowohl kooperativ und freundlich, als auch feindlich agieren können, erfordert taktisches, vorausschauendes und umsichtiges Vorgehen. Der Tod der Spielfigur ist permanent. Der Spieler verliert seine Ausrüstung und beginnt das Spiel erneut. Der Leichnam der eigenen Spielfigur kann nach dem Tod eine begrenzte Zeit lang aufgesucht werden, um die Ausrüstung, die noch nicht von anderen Spielern mitgenommen wurde, einzusammeln.
Der Spieler startet zufällig an einem Strandabschnitt der Karte und muss sich durch die 225 km² große Spielwelt zumeist möglichst leise bewegen, da beim Gehen oder Laufen Lärm erzeugt wird, was sich in der Nähe aufhaltende Zombies anzieht. Auch laute Schüsse erregen die Aufmerksamkeit der Zombies. Durch schallgedämpfte und lautlose Waffen wie z. B. Beil oder Stemmeisen kann sich der Spieler jedoch auch verteidigen, ohne Aufmerksamkeit zu erregen. Auf weiten Ebenen ist man besser für Zombies sichtbar; Ducken oder Kriechen verringert die Sichtbarkeit. Wird ein Überlebender verletzt, so muss er seine Wunden verbinden und bei hohem Blutverlust von einem anderen Spieler eine Transfusion verabreicht bekommen. Knochenbrüche müssen mit Morphium oder einer Schiene aus Holzstöcken und Verbandmaterial versorgt werden. Nach heftigen Kämpfen und schweren Verletzungen kann der Spieler Panik oder Schmerzen bekommen. Panik wird durch ein Symbol dargestellt, während Schmerzen zu starkem Zittern führen, welches das Zielen mit der Waffe enorm erschwert. Schmerzen können mit Schmerzmitteln behandelt werden. Zudem ist es möglich, sich zu erkälten und Fieber zu bekommen. Um sich aufzuwärmen bzw. zu genesen, lassen sich Lagerfeuer entfachen, Heat Packs oder vorsorglich warme Kleidung benutzen, sofern man diese findet. Zusätzlich ist der Spieler gezwungen, regelmäßig zu essen und zu trinken, um nicht zu verhungern oder zu verdursten.
Wettereffekte haben Einfluss auf das Spielgeschehen. Bei Regen sinkt die Körpertemperatur, was eine Erkältung oder Krankheiten wie Cholera, Dysenterie und Hepatitis hervorrufen kann; bei Sonne erwärmt sich der Spielcharakter. Des Weiteren gibt es Tag- und Nachtwechsel. Bei Nacht sorgen Taschenlampen, Bengalfeuer, Leuchtstäbe oder Nachtsichtgeräte für Sicht, wobei erstere wiederum ungewollte Aufmerksamkeit erregen können.
Spieler haben die Möglichkeit auf der gesamten Karte eigene Unterkünfte zu bauen, oder vorhandene Strukturen mit Wänden, Toren und Türmen zu sichern. Das bietet die Chance gesammelte Gegenstände sicher zu Lagern und nach einem Tod nicht bei Null anfangen zu müssen. Auch können Fahrzeuge für weitere Strecken genutzt werden, diese verfügen zum Beispiel über mehrere Funktionen wie Wasserkühler, Batterien oder Zündkerzen. Um manche Fahrzeuge fahrtüchtig zu machen, benötigt der Spieler diverse Werkzeuge.

## Unterschiede zur Mod
Im Gegensatz zur Mod beinhaltet die Standalone-Version unter anderem ein überarbeitetes Inventar-Interface, ein Crafting-System, neue Ausrüstungs-Zustände, aufrüstbare Waffen (auf- und absetzbare Zielfernrohre, Bajonette usw.), neue Krankheiten, die man sich zuziehen kann und Verständigungsanimationen (Handzeichen wie Winken). Zudem wurde das Nahrungssystem erweitert, bei dem man jetzt beispielsweise einen Dosenöffner oder ein Bajonett braucht, um Konserven zu öffnen und portionsweise Essen und Getränke zu sich nehmen zu können. Man kann aber auch von faulem Essen erkranken. Auch ist nun bei Bluttransfusionen auf die richtige Blutgruppe zu achten. Ebenso kann man sich von anderen Spielern Blut abnehmen lassen. Neu sind auch hunderte Public-Domain-Bücher, die in die Spielwelt integriert wurden, und die gelesen werden können (zum Beispiel Der Krieg der Welten und Moby-Dick). Werden Areale von Zombies gesäubert, werden diese nun dort zeitweise nicht mehr nachspawnen.

## Entwicklungsgeschichte
Spieleentwickler Dean Hall bestätigte im August 2012, dass DayZ als eigenes Spiel weiterentwickelt wird. Die DayZ-Mod war ursprünglich nur als Technologie-Demo für diese Idee angedacht. Die fiktive Spielwelt von Chernarus wurde einer Region im Nordwesten Tschechiens nachempfunden.
Die frühe Alpha-Version des Spiels wurde am 16. Dezember 2013 auf der Internetspielplattform Steam veröffentlicht und spielte am ersten Erscheinungstag umgerechnet geschätzte 4,14 Millionen Euro ein. Die Early-Access-Alpha-Version der DayZ-Standalone verzeichnete bereits am ersten Veröffentlichungstag über 170.000 Käufe. Innerhalb des ersten Monats stiegen diese bis auf über 1 Million Downloads an.
Eine Version für die PlayStation 4 wurde im August 2014 auf der Gamescom-Pressekonferenz von Sony angekündigt.
Fahrzeuge sind auch Teil des Spiels. Eine höhere Anzahl Zombies sowie Tiere, Jagen, Kochen, errichtbare Bauten und Ressourcen-Sammeln sollten der Alpha schrittweise durch Patches hinzugefügt werden.
Dean Hall kehrte der Entwicklung von DayZ den Rücken und verließ Ende 2014 Bohemia Interactive. Gründe hierfür waren grobe Fehler im Spielkonzept, die seinen Anforderungen nicht gerecht wurden. Zudem plagte ihn das Heimweh, sodass er in seiner Heimat Neuseeland sein eigenes Entwicklerstudio namens RocketWerkz gegründet hat.
Auf der E3 2015 wurde angekündigt, dass das Spiel für die Xbox One erscheinen wird.
Nachdem das Spiel eigentlich Ende 2017 in die Beta-Phase hätte übergehen sollen, haben die Entwickler nun in einem Blogeintrag vom 28. November 2017 bekanntgegeben, dass DayZ 2018 mit der Versionsnummer 0.63 in die Beta-Phase übergehen und gleichzeitig die Early-Access-Phase (Alpha-Phase) verlassen soll. Auch wurde in der Mitteilung betont, dass die Entwicklung der Konsolen-Version weiterhin verfolgt werde, sofern die Beta der PC-Version zufriedenstellend sei. Ein explizites Datum hierzu wurde nicht genannt.
Creative Director Brian Hicks verkündete im Mai 2018, dass er dem Unternehmen den Rücken kehren werde. Laut eigener Aussage werde er „nicht mehr gebraucht“, was bei vielen Fans für Unbehagen sorgte mit der Befürchtung, DayZ würde den Early Access nicht mehr verlassen.
Auf dem offiziellen Entwicklerblog kündigte das Team um Chefentwickler Eugene Harton am 7. Dezember 2018 an, dass nach fast fünf Jahren Entwicklungszeit die Standalone-Version von DayZ am 13. Dezember 2018 um 19 Uhr deutscher Winterzeit den Steam Early Access verlassen und damit offiziell mit der Versionsnummer 1.0 veröffentlicht werden solle. Der Kaufpreis werde bei Veröffentlichung auf 38 € erhöht werden. Ein Release-Teasertrailer ist ebenfalls auf dem Blogeintrag zu finden. Seit Beginn der Entwicklung wurden unter anderem 900 Bugs und Fehler behoben und eine komplett neue Grafik-Engine eingesetzt, die das Spielerlebnis verbessern soll. Die Entwickler verkündeten auch, dass das Spiel im Frühjahr 2019 aus dem Xbox-Game-Preview-Programm genommen werde, eine Art Vorschau für Spiele, die sich noch in der Entwicklung befinden. Am 29. Mai 2019 wurde eine Version von DayZ für die PlayStation 4 veröffentlicht.

## Rezeption
Während der Alpha raubten fehlende Elemente und die zahlreichen Programmfehler die Illusion. Der Netzcode sei unzuverlässig. Der Early-Access-Titel wirke wie ein holpriger Prototyp. Von einer komplexen Version sei das Spiel noch weit entfernt.
DayZ habe ein unvergleichliches Spielgefühl. Die Atmosphäre sei schwer fassbar und erlaube es über die Probleme im Spiel hinwegzusehen. Wichtige Aspekte seien der hohe Wert des Lebens, das schwierige Vorankommen und die rätselhafte, gefährliche Welt. Spieler starten einsam und müssten sich durch die Welt schlagen, wobei sie ihre eigene Geschichte schreiben können. Man müsse sich an die Unbequemlichkeiten des Spiels anpassen. Es sei ein Juwel unter den Hardcore-Survival-Spielen, dem jedoch auch nach Jahren weiterhin der Feinschliff fehle. Es sei dabei mehr als ein Spiel, vielmehr ein spannendes Gesellschafts-Experiment, das abfragt, wie sich Spieler in einer Zombie-Apokalypse verhalten würden. So sei das Misstrauen bei fremden Spielern oft hoch, was für Spannung sorge. Fehler bei Anzeige, Umgebung und Objekten seien störend. Es handele sich trotzdem um eine wegweisende Überlebenssimulation.

### Auszeichnungen
- Steam Awards 2019 in der Kategorie Besser mit Freunden[17]